# Estiva
Estiva là một đô thị thuộc bang Minas Gerais, Brasil. Đô thị này có diện tích 245,295 km², dân số năm 2007 là 10920 người, mật độ 44,3 người/km².